# アメリカン・サモア国立公園

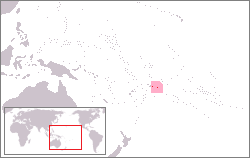
アメリカン・サモア国立公園の位置

アメリカン・サモア国立公園（アメリカン・サモアこくりつこうえん、National Park of American Samoa）は、アメリカ領サモアにある米国の国立公園で、3つの島々に分かれている。すなわち、トゥトゥイラ島（ツツイラ島、Tutuila）、オフ島 （Ofu）、タウ島（Ta‘ū）である。1988年、米国議会によって設立され、1993年9月9日、国立公園局は、サモアの村議会からすべての公園の土地を50年間リースする契約を締結した。公園には珊瑚礁と熱帯雨林がある。公園の本来の目的はサモア独特の自然の保護にあるが、ハイキング、シュノーケリング、スキューバ・ダイビングで人気がある。公園の全面積 36 km²（9000 エーカー）のうち、10 km²（2500 エーカー）は水域である。2006年の来園者数は、1,239人である。

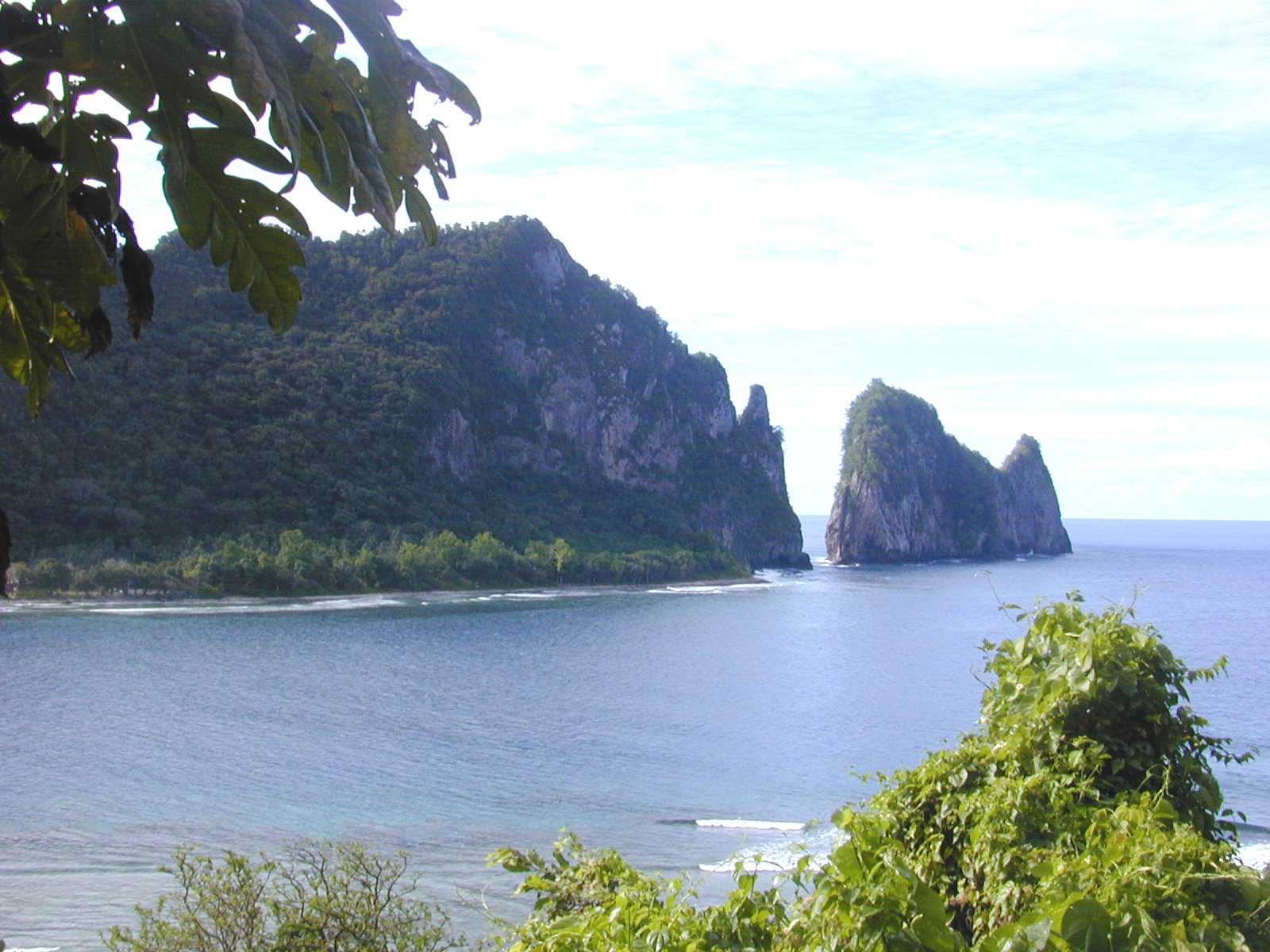
バティア湾沖にあるツツイラ島のアメリカン・サモア国立公園のポラ・タイ（コックの櫛）

ツツイラ島地区は、アメリカ領サモアの本島（最大の島）、ツツイラ島にあり、車で行くことができる。2つの簡単に行く方法がある。
1） パゴパゴ村からファガサ（Fagasa）へ尾根の頂点 （ファガサ峠（Fagasa Pass））に続く舗装路へのドライブ。ファガサ峠には、小さな駐車場とパゴ・パゴの上方の尾根沿いにアラヴァ山（Alava Mountain）に至る道の起点を示す国立公園局のサインがある。
2）公園の東側は、オア（Aua）の村からアフォノ（Afono）へと、パゴ・パゴ港（Pago Pago Harbor）の北側の上方の尾根を越えて行くことができる。アフォノから西に向かう舗装路沿いに続き、アフォノ湾上方の尾根にある公園の境界に入っていく。道路は公園内を通り、ヴァティア（Vatia）の村まで続いている。ヴァティアの最西端の学校を越えたところに、国立公園局のポラ・タイ（Pola Tai）に向かって道を伸ばす標識がある。
オフ島地区へは、ツツイラ島の空港からオフ島まで小型飛行機で行く必要がある。オフ島では、空港とアサガ（Asaga）で宿泊することができる。
タウ島地区へは、ツツイラ島からタウ島のフィティウタ（Fiti‘uta）までの飛行が必要になる。タウ島でも宿泊は可能である。大多数の人は、オフ島とタウ島地区ではなく、ツツイラ島地区を訪れる。いずれの地区でも、サモア諸島の様々な自然を観察する機会が、水面上でも水面下でも、たっぷりある。

## 参照
- The National Parks: Index 2001–2003. Washington: 米国内務省